# Курячовка (Белокуракинский район)
Ку́рячовка (укр. Ку́рячівка) — село в Белокуракинском районе Луганской области Украины.
Население по переписи 2001 года составляло 653 человека. Почтовый индекс — 349542. Телефонный код — 6462. Занимает площадь 3,307 км². Код КОАТУУ — 4420985501.

## История
В XIII веке этот край Дикого поля на несколько столетий перешёл во владение татар. Со второй половины XVII века начинается славянская колонизация региона.
Село Курячевка, основано во вторую волну заселения дикого поля, когда на территории уже был Острожский полк Слободской Украины.
Бедствия жителей XIX века: холера, которая периодически косила много людей.
В ходе гражданской войны (1918—1921) село находилось в зоне боевых действий.
До апреля 1918 — в составе ДКР. С конца апреля 1918 года в составе УНР, затем Харьковской губернии Украинской державы, затем в РСФСР, затем в составе Харьковской области ВСЮР, с января 1920 — в УССР.
В результате голода за 8 месяцев 1932—1933 годов население Луганщины сократилось на 20—25 %. Из докладной записки Новопсковского райкома партии Донецкому обкому КП(б)У от марта 1933 следует, что были установлены факты голодания, опухания и смертности от голода в том числе и в Курячевке. С. Курячевка от голода лежит 40 человек, умерло в марте 1933 г. 12 человек. Замечается бездушное отношение населения и даже отдельных сельских руководителей как к голодающим, так и умершим. В с. Курячевке 8 человек умерших лежало несколько дней.
С 1942 по 1943 гг. село было оккупировано немецкими войсками.
В 1936 году состоялась первая районная сельскохозяйственная выставка. Её участниками были передовики сельхозпроизводства. Колхоз «Красный флаг» с Курячевки собрал пшеницы по 23 ц с га
Население по переписи 2001 года составляло 653 человек.

## Персоналии
Перебейнос Трофим Емельянович (1919—1988) орденоносец ВОВ (Орден Отечественной войны I степени)